# Antoni Wodziński (1812–1846)
Antoni Wodziński h. Jastrzębiec (ur. 1812– zm. 1844) – polski szlachcic, oficer, uczestnik walk niepodległościowych w Polsce i w Hiszpanii, właściciel ziemski.
Przedstawiciel kujawskiej gałęzi rodu Wodzińskich, starszy brat malarki i pianistki Marii Wodzińskiej, bratanek senatora wojewody Prezesa Senatu, Macieja Wodzińskiego, wnuk posła na sejm Jana Pawła Wodzińskiego, kuzyn generała wojsk polskich i komendanta Szkoły Rycerskiej, Ignacego Wodzińskiego i stryj swojego imiennika, Antoniego Wodzińskiego, który był pierwszym tłumaczem Sienkiewicza na język francuski.
Prywatnie mąż Julii Górskiej i przyjaciel Fryderyka Chopina.

## Życiorys

### Dzieciństwo i młodość
Antoni Wodziński pochodził z dobrze sytuowanej rodziny szlacheckiej.
Jego ojciec, Wincenty Wodziński, był właścicielem dużych majątków na Kujawach przekraczających 100km2 z główną siedzibą rodu w Służewie. Matka, Teresa z Wodzińskich, córka posła Jana Pawła Wodzińskiego i hrabiny Barbary Mikorskiej, organizowała życie towarzyskie, utrzymując kontakty z artystami i intelektualistami, co miało duży wpływ na rozwój kulturalny dzieci.
Miał siódemkę rodzeństwa: Feliksa Edmunda, Kazimierza, Marię, Józefę (przyszłą żonę Augusta Kościelskiego ojca Józefa), Teresę (przyszłą żonę Leona Wodzińskiego z Suchej) oraz Juliana Józefa i Juliana Wilhelma, którzy zmarli w pierwszym roku życia.
W młodości Antoni nawiązał bliską relację z Fryderykiem Chopinem, którego poznał jeszcze jako dziecko. Rodzice Antoniego przyjaźnili się z Justyną i Mikołajem Chopin. Według słów Józefa Kościelskiej, niemal w każdą niedzielę albo Wodzińscy wizytowali u Chopinów, albo Chopinowie u Wodzińskich
Ich relacja się zacieśniła w okresie nastoletnim, gdy Antoni i Fryderyk razem uczęszczali do Liceum Warszawskiego. Wtedy też Antoni zamieszkał z Fryderykiem, u Mikołaja Chopina, który prowadził u siebie w domu małą stancję dla siedmiu chłopców.
Opisuje to Eustachy Marylski w artykule "Pamiętnik" do Kuriera Warszawskiego:

Wraz ze mną byli na pensji u Chopina: Jan Białobłocki (...), Jan del Campo Scipio, (...) Tytus Wojciechowski (...), Karol Weltz (...), Michał Lisowski (...), i Wodziński (…). Nie wolno było nikomu (mieszkającemu na stancji u Chopina) wychodzić na ulicę samemu. Siadaliśmy razem do stołu z państwem Chopin i dziećmi ich, t.j. Ludwiką i Izabellą, Emilią i Fryderykiem, którego imię głośne stało się w całym świecie artystycznym.

Przyjaźń ta trwała przez lata, a relacja między nimi miała wpływ na znajomość Chopina z Marią Wodzińską, która zakończyła się zaręczynami (finalnie zerwanymi przez rodziców Marii).
Fryderyk nazywał później Antoniego w listach prawie Antosiem, a czasem „Kochanym Antkiem”, czy „Moje Ty życie kochane”.

### Powstanie listopadowe
Gdy wybuchło powstanie listopadowe w 1830 roku Antoni wstąpił do wojska i wziął udział w walkach o niepodległość Polski. Brał udział w bitwach pod Grochowem, Mińskiem Mazowieckim, Ostrołęką. Antoni za waleczność był wytypowany do odznaczenia krzyżem.

### Emigracja do Berlina, Drezna i Genewy
Po upadku powstania, w 1831, Antoni, wraz z bratem Feliksem, dołączył do rodziny, która wcześniej przeniosła się do Berlina. Wszyscy razem, z obawy przed represjami, przenieśli się w 1832 do Drezna, gdzie przebywał jego stryj, Prezes Senatu w trakcie powstania listopadowego, Maciej Wodziński, który pomógł im tam rozpocząć życie.

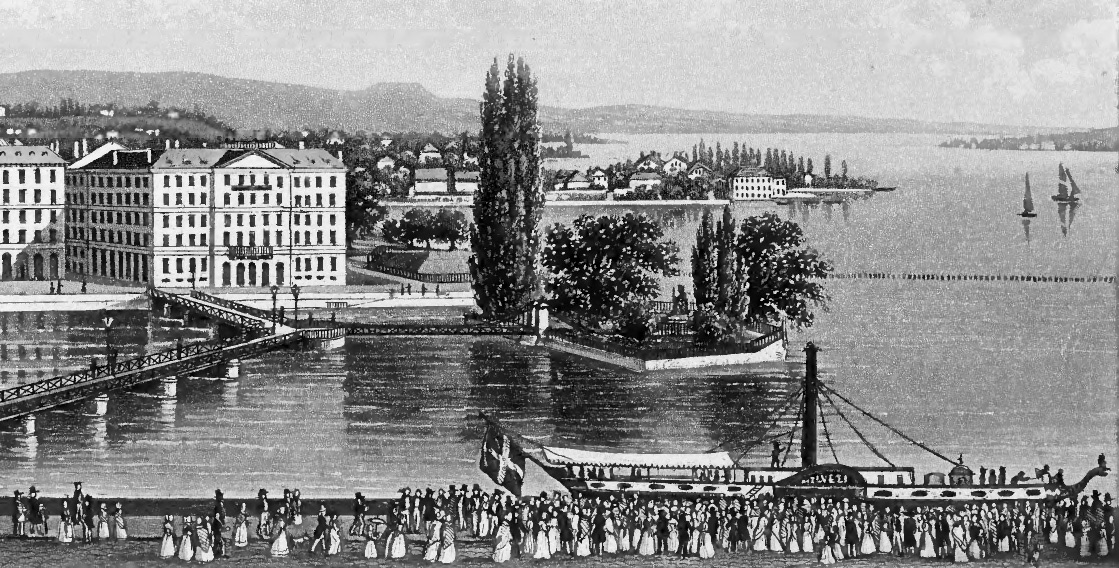
Rycina z 1860 przedstawia fragment promenady Quai Beau Rivage, przy której mieli willę Wodzińscy. Widoczny Hotel des Bergues i Most Mont-Blanc, który łączy promenadę ze starym miastem w Genewie.

Po roku, w 1833, rodzina przeniosła się do Genewy.
Zamieszkali w willi przy promenadzie Quai Beau Rivage (dziś Quai du Mont-Blanc), która była i wciąż jest najbardziej prestiżową genewską lokalizacją na samym jeziorem genewskim (Lac Léman ). Promenada łączyła w XIX zabudowę willową z hotelarską. To tam znajdują się słynne na całym świecie i powstałe w XIX wieku Genewskie hotele: Hotel des Bergues, Beau-Rivage Geneva oraz Ritz-Carlton de la Paix.
W willi mieszkało na stałe kilkanaście osób. Oprócz sześciorga rodzeństwa i matki, były aż trzy guwernantki-cudzoziemki, dwie pokojówki zabrane z Polski, wreszcie niańka i piastunka niedawno urodzonej Tereni.
Matka Marii, Teresa Wodzińska, prowadziła w Genewie otwarty dom, który stał się ważnym ośrodkiem życia towarzyskiego, przyciągającym nie tylko Polaków, ale także lokalną elitę.
Wśród odwiedzających znalazł się młody hrabia de Montigny, konsul francuski, który zakochał się w siostrze Antoniego, Marii i oświadczył jej, jednak rodzina nie wyraziła zgody na ślub z powodu młodego wieku Marii. Dom Wodzińskich odwiedzali również takie osobistości jak książę Ludwik Napoleon (przyszły Cesarz Napoleon III Bonaparte), państwo Sallentin, będący wtedy finansowo-intelektualną genewską elitą. Salon Wodzińskich odwiedził także Adam Mickiewicz, który zatrzymał się tam w drodze do Włoch, bywał Zygmunt Krasiński, który wielokrotnie odwiedzał rodzinę, czy Juliusz Słowacki, który u Wodzińskich także wizytował wielokrotnie, a nawet spędził jedne wakacje w Alpach szwajcarskich (po której to wycieczce stworzył poemat „W Szwajcarii”).
Bliskie relacje między wspomnianym Napoleonem III Bonaparte, a rodziną Wodzińskich utrzymywały się aż do końca jego rządów. Cesarz wielokrotnie przyjmował brata Antioniego, Kazimierza Wodzińskiego w swoim gabinecie, a wiele lat później, w 1870 roku, zlecił swojemu ambasadorowi w Petersburgu, generałowi Fleury, aby osobiście interweniował u cesarza Aleksandra II w sprawie zwrotu skonfiskowanych dóbr Wodzińskich.
W 1835 Antoni był w Paryżu, gdzie spędzał wiele czasu z Chopinem

(…) Już od trzech dni jestem w Paryżu.
Zaraz na wstępie, w hotelu, w którym wysiadłem, spotkałem Fryderyka, który tam się o mnie dopytywał. (…) Widujemy się co dzień, a nawet teraz ten list u niego piszę przerywając się czasami w pisaniu, aby słuchać grającego Fryderyka... Nie mogę jeszcze pisać o Paryżu, bo go za mało dotąd poznałem (…) Pierwszego zaraz wieczora byłem z Fryderykiem na operze. (…) Byliśmy także w operze włoskiej. (…)
Fryderyk wstaje od fortepianu i mówi: „Powiedz tam, że ich wszystkich strasznie, ale to strasznie kocham.”
Ja także. Antoni Wodziński

Antoni prowadził życie pełne pasji, które cechowała romantyczna, idealistyczna postawa. Był opisywany jako „błędny rycerz”, co podkreślało jego dążenia do przygód i nieustannych poszukiwań ideałów. Żył rozrzutnie i nierozsądnie. Ta strona jego charakteru znana jest z korespondencji jego matki, Teresy, z Fryderykiem Chopinem, a także z listów Mikołaja Chopina do syna, którzy martwili się o Antoniego.

(…)Wspominasz o Antosiu [Wodzińskim]; oby pobyt w Paryżu nie był dla niego szkodliwy! Obawiam się, że nie będzie umiał ograniczyć swych wydatków, ale nie dawaj mu do zrozumienia, iż mógłbyś mu coś pożyczyć, nie byłoby to bowiem dowodem przyjaźni; winien on myśleć o życiu oszczędnym; najobfitsze źródła się wyczerpują(…)

Fryderyk w czasie, gdy Antoni przebywał u niego w Paryżu opiekował się przyjacielem, co wynikało zarówno z ich przyjaźni, ale także namów rodziny.

(…) Ucieszyła mię bardzo wiadomość, że jesteś zadowolony z Antosia, że Ci się podoba; obawiałem się niedbalstwa i roztargnienia, z których go znałem, rad jestem, że mię uspokajasz pod tym względem(…)

### Walki w Hiszpanii
W 1837 Antoni Wodziński trafił do Hiszpanii, gdzie zaciągnął się ponownie do wojska i służył w pułku lansjerów polskich biorących udział w wojnie domowej w Hiszpanii (I wojna karlistowska) przeciwko Don Carlosowi za panowania Izabelli II. Za swoje zasługi w walkach otrzymał wyróżnienie od hiszpańskich władz.

Wiemy o tym m.in. z zachowanych listów Fryderyka Chopina do Antoniego Wodzińskiego oraz do Teresy Wodzińskiej.

"Moje Ty życie kochane!
Rannyś –daleko od nas – a ja Ci w ten moment nic posłać nie mogę... Twoi o Tobie tylko myślą i myślą... Na Boga, tylko wyzdrowiej i wracaj. Dzienniki mówią, że Wasza legia zupełnie [zniszczona]. Nie chodź do wojska hiszpańskiego... [Pomnij], że Twoja krew na coś lepszego przydać się może... (…)
O Tobie więcej myślę, jak Ci się zdawać może, i kocham Cię jak zawsze. F.C"

"Najłaskawsza Pani!
Antoś w Saragossie; zdrów, w tych dniach pisał do mnie i zaklina, żeby go Państwu przypomnieć. – Ich legion po utarczce pod Huesca zupełnie zdezorganizowany; wielu wraca, i jeżeli kiedy, to teraz potrzebuje on spiesznej pomocy Państwa. Ile mogłem, odpowiedziałem jego życzeniom w przeszłym miesiącu (natychmiast po odebraniu listu przed Hueską, który Pani posłałem), ale to kropla do morza. (…)
Najprzywiązańszy F. Chopin.

### Powrót do Paryża i związek z Marie de Rozières
Po walkach w Hiszpanii Antoni wrócił do Paryża, gdzie ponownie spędzał bardzo dużo czasu z Fryderykiem.
Nawiązał też romans z dawną uczennicą Chopina i nauczycielką fortepianu córki George Sand, Marie de Rozières.
Marie była profesorem fortepianu w Paryżu, przyjaciółką i zaufaną osobą Fryderyka i George. W pewnym momencie ta relacja się zmieniła i Fryderyk całkowicie zmienił stosunek do Marie de Rozières. Uważał, że Marie ma zły wpływ na jego przyjaciela, Antoniego, z jednej strony, a z drugiej zaczął mieć o niej bardzo złe zdanie i narzekał, że komplikuje mu życie.
W styczniu 1841 te relacje były jeszcze pozytywny, skoro w dobrej atmosferze George Sand zapraszała Marię de Rozeries wraz z Antonim na wspólny obiad, co wiemy z listów.

Jak się Pani miewa, moja mała? Chciałam Panią dzisiaj odwiedzić, ale Chip-Chip, który miał mnie o godz. 5 zabrać, przyszedł dopiero o szóstej i byłam zmuszona pójść na obiad do pani Marliani. Proszę o wiadomość o sobie. Mały Wodziński nie umiał dzisiaj Chopinowi niczego o Pani powiedzieć. Proszę napisać mi słówko lub przyjść jutro do mnie na obiad; to byłoby bardzo miłe z Pani strony. Proszę też powiedzieć p. Antoniemu, by przyszedł zjeść z nami zupkę.

Jednak już we wrześniu Fryderyk omawiając listownie z przyjacielem, Julianem Fontaną, sprawę Antoniego i Marie, wyrażał się już o niej zdecydowanie negatywnie.

(...) A co mnie najwięcej gniewa, to że wiesz, jak Antka kocham, i nie tylko że mu pomóc nie mogę, ale mam minę podawania temu [wszystkiemu] ręki.
Późnom się spostrzegł – i nie wiedząc, co się święci, i nie znając ichmościanki prezentowałem ten wiecheć [przyp. pęk siana, obraźliwie] Pani Sand na metresę do fortepianu dla córki (…) (i nie uwierzysz, jak zgrabnie, jak szczwana doskonale – i ile umiała korzystać z moich z Antosiem stosunków). (…)
Antoś z całą swoją dobrocią apatyczny i da się osiodłać, szczególnie tak zgrabnej intrygantce, która ma na niego, możesz sobie wystawić, jaki apetyt. Ona się nim wszędzie ogania, a pośrednio mną (co mniejsza), a co gorsza, panią Sand.
Jej się zdaje, że ponieważ ja z Antkiem od dzieciństwa intime więc… Dosyć już, nieprawda?!”

Znane są lisy, gdzie Fryderyk wyrażał się o Marie de Rozières w jeszcze ostrzejszych słowach nazywając ją niedyskretną świnią. Skomplikowany związek Antoniego Wodzińskiego z Marie de Rozières oraz niechęć do niej Fryderyka spowodowały poluźnienie relacji pomiędzy przyjaciółmi.

### Powrót do Polski
Z końcem 1841 r. Antoni wyjechał do Drezna, skąd powrócił do kraju. Po powrocie do Wielkiego Księstwa Poznańskiego osiedlił się w Stanisławowie. Ożenił się z Julią Górską herbu Ślepowron, córką pułkownika Antoniego Górskiego.
Niedługo potem, w 1844, zmarł w wieku 32 lat, doznawszy paraliżu podczas jazdy konnej.
Pozostawił jedynego syna, Jana, który zmarł w wieku 7 lat. Po śmierci Antoniego Julia Górska ponownie wyszła za mąż za Józefa Ordęgę.